# エリク・アクセル・カールフェルト
エリク・アクセル・カールフェルト（Erik Axel Karlfeldt、1864年7月20日 - 1931年4月8日）は、スウェーデンの詩人。死後の1931年にノーベル文学賞を受賞している。

## 生涯
カールフェルトはダーラナ地方の農家の家庭に生まれた。彼は子供のころはエリク・アクセル・エリクソン（Erik Axel Eriksson）という名前だったが、罪を犯し有罪判決を受けた父から距離を置くため、1889年に改名を行った。彼はストックホルム郊外の学校などで教える傍ら、ウプサラ大学で教育を受けた。大学を卒業後5年間、スウェーデン王立図書館で働いた。
1904年、彼はスウェーデン・アカデミーのメンバーに選ばれ、11代目の議長となった。1905年にはアカデミーのノーベル協会の、1907年にはノーベル委員会のメンバーとなった。1912年にアカデミーの永久会員になり、死ぬまでその職を務めた。
母校のウプサラ大学は、1917年に彼に名誉博士号を贈っている。

## 邦訳
- カールフェルト詩抄 (田中三千夫・尾崎義編訳) ノーベル賞文学全集23、主婦の友社、1971